# St. Jürgen (Heide)

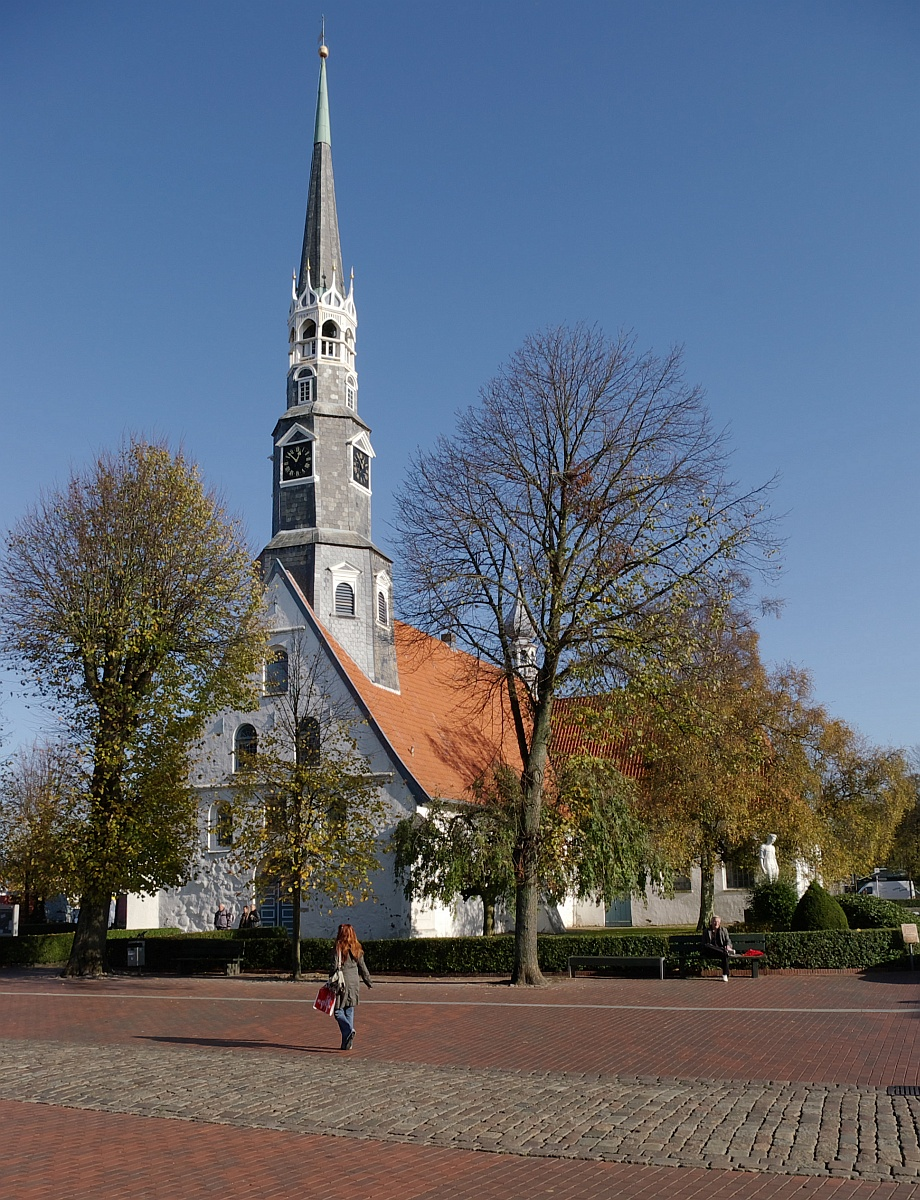
St. Jürgen von Südwesten gesehen

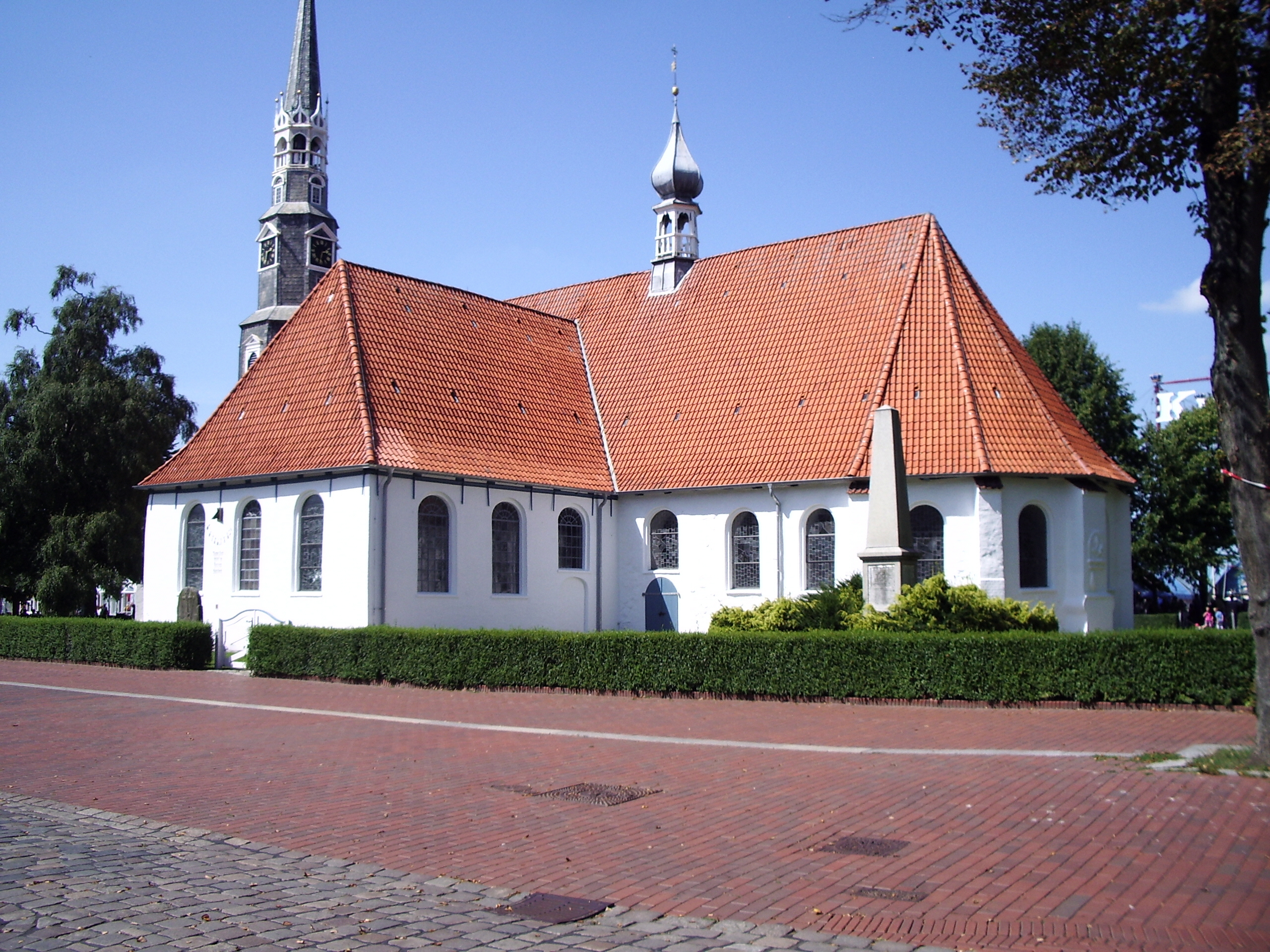
Südanbau und Chorabschluss

Die St.-Jürgen-Kirche ist eine evangelisch-lutherische Kirche in Heide (Holstein). Sie steht an zentraler Stelle an der Südwestecke des Marktplatzes.

## Baugeschichte
1435 wurde in Heide eine Kapelle errichtet, die dem Heiligen Georg (niederdeutsch St. Jürgen) gewidmet war. Bei der Eroberung von Heide durch königlich-dänische und herzogliche Truppen während der Letzten Fehde im Jahr 1559 brannte das Gotteshaus vollständig ab. Kurz darauf baute man auf den alten Grundmauern eine neue Kirche, die schon 1560 geweiht wurde. Im Wesentlichen ist diese Kirche bis heute erhalten, wenn sie auch einige Veränderungen erfahren hat.

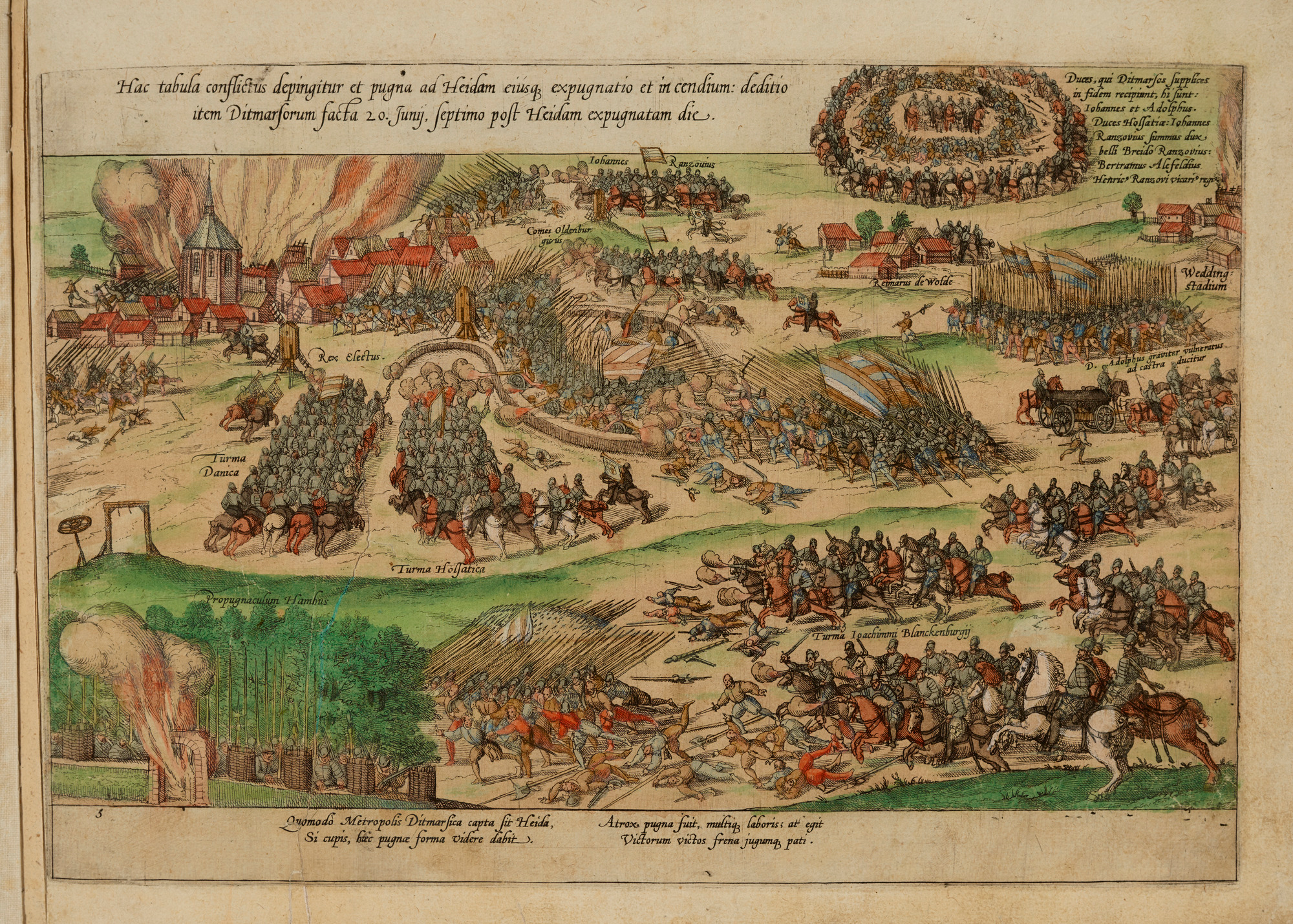
Darstellung der Kämpfe bei Heide 1559 mit der brennenden Kirche (Kupferstich von 1589)

Es handelt sich um eine lang gestreckte Saalkirche, deren Mauerwerk zunächst aus Feldsteinen errichtet und dann mit Backsteinen fortgeführt wurde. An der Südseite schließt sich wie ein Querhaus ein großer Anbau an, eine Erweiterung aus den Jahren 1694 bis 1696. Der 7/12-Chorabschluss mit Stützpfeilern ist ebenfalls das Ergebnis einer Erweiterung, die im Jahr 1724 vorgenommen wurde. An der Nordseite hat man Anfang des 19. Jahrhunderts einen Treppenhausanbau im klassizistischen Baustil zugefügt.
Der 1739 erneuerte Westgiebel weist fünf Rundbogenfenster auf und ist durch Gesimse stockwerkartig gegliedert. Das Sandsteinrelief über dem Mittelportal ist eine Kopie. Das Original aus dem 16. Jahrhundert befindet sich seit 1977 im Innern der Kirche. Dargestellt ist der aus dem Grab auferstandene Christus. Die Figur des Stifters ist links unten zu sehen.
Über dem Giebel, in das Dach eingezogen, erhebt sich ein dreigeschossiger schlanker Holzturm, der Formen der Spätrenaissance zeigt. Das heutige Erscheinungsbild des 1611 errichteten, 48 Meter hohen Turms geht auf eine Umgestaltung im Jahr 1724 zurück. Weiter östlich auf dem Dach ist ein sehr viel kleinerer, barocker Dachreiter zu sehen, 1711 entstanden und 1911 erneuert.
Nach den Weihnachtsgottesdiensten 2019 wurde die Kirche geschlossen und es begann ein Umbau der Kirche und des gegenüberliegenden Alten Pastorats von 1739 durch die Architekten Anne und Jörg Albrecht. Zur energetischen Sanierung wird die Kassettendecke durch eine neue, besser isolierte Decke ersetzt werden. Zudem wird eine Fußbodenheizung eingebaut. Das Südschiff wird durch eine mobile Glaswand vom Hauptschiff getrennt, so dass beide Raumteile unabhängig voneinander genutzt werden können. Die Eröffnungsfeier fand an Pfingsten 2024 statt. Die Bauarbeiten wurden mit dem Einbau der neuen Orgel abgeschlossen. Ende 2019 bis Mitte 2024 fanden alle Gottesdienste in der Erlöserkirche an der Berliner Straße statt.

## Innenraum und Ausstattung

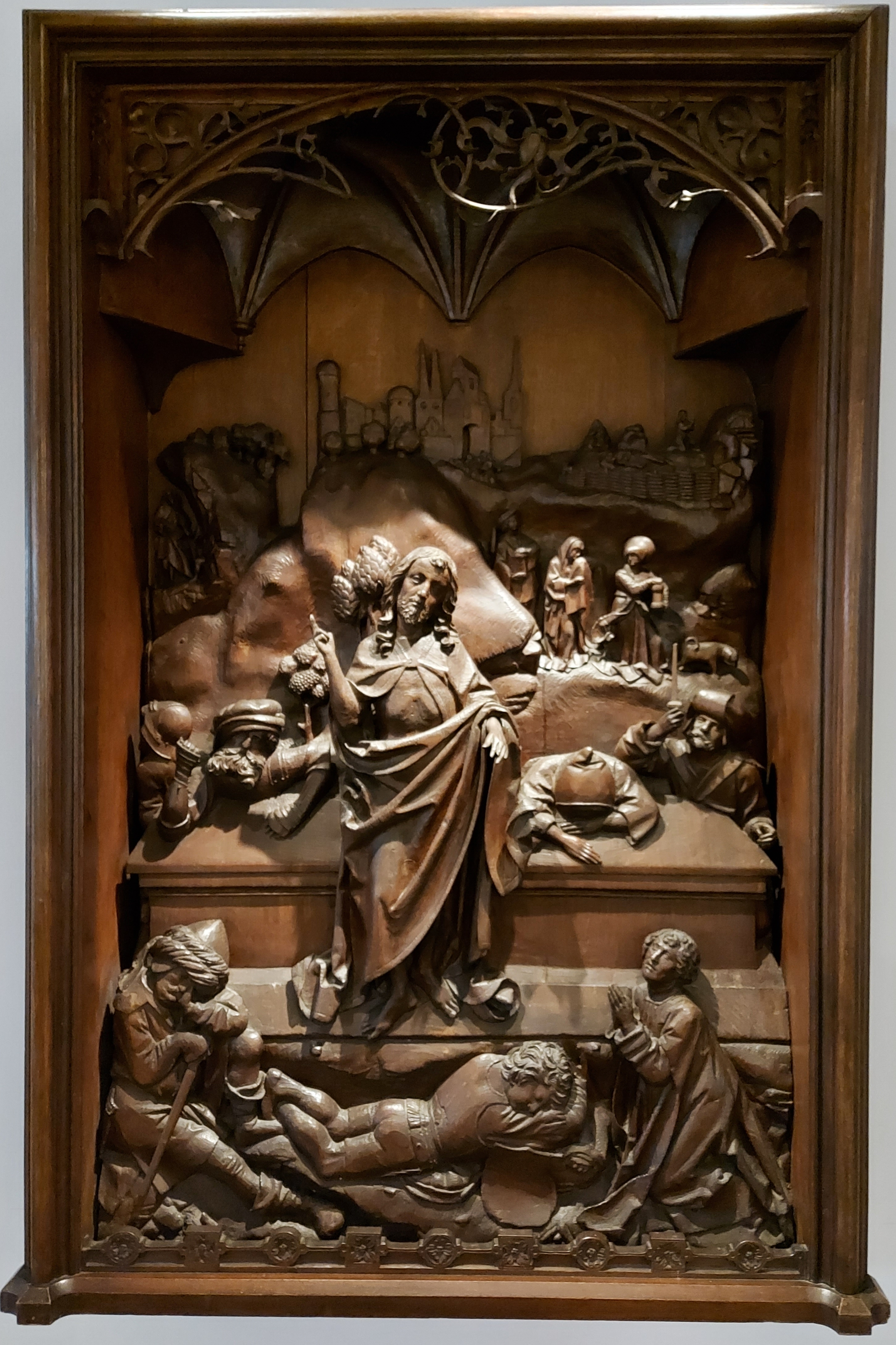
Auferstehung Christi, Epitaph des Martin Scherer, um 1515, Friedhofskapelle Heide.

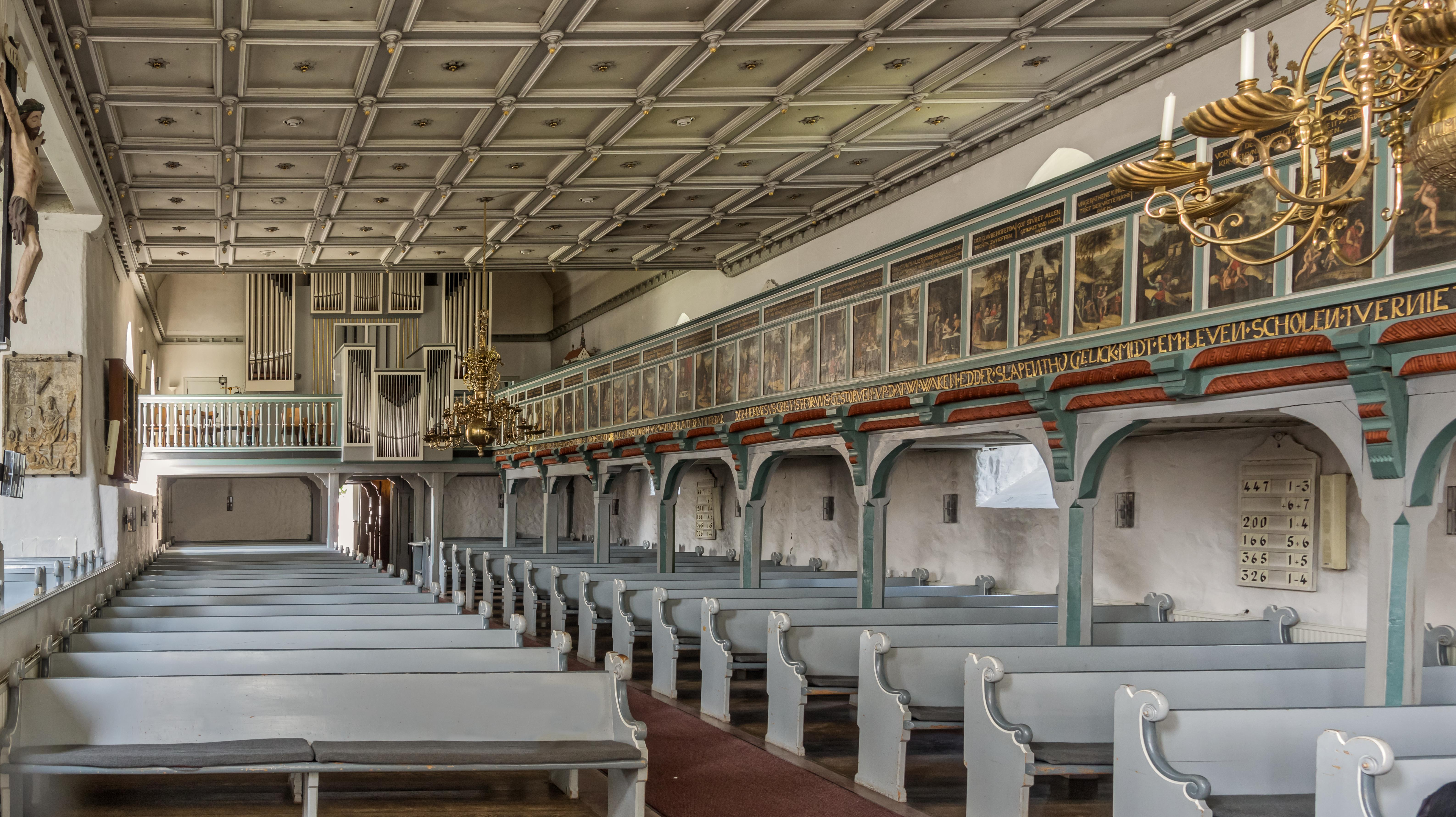
Blick zur Nordempore und zur Orgel

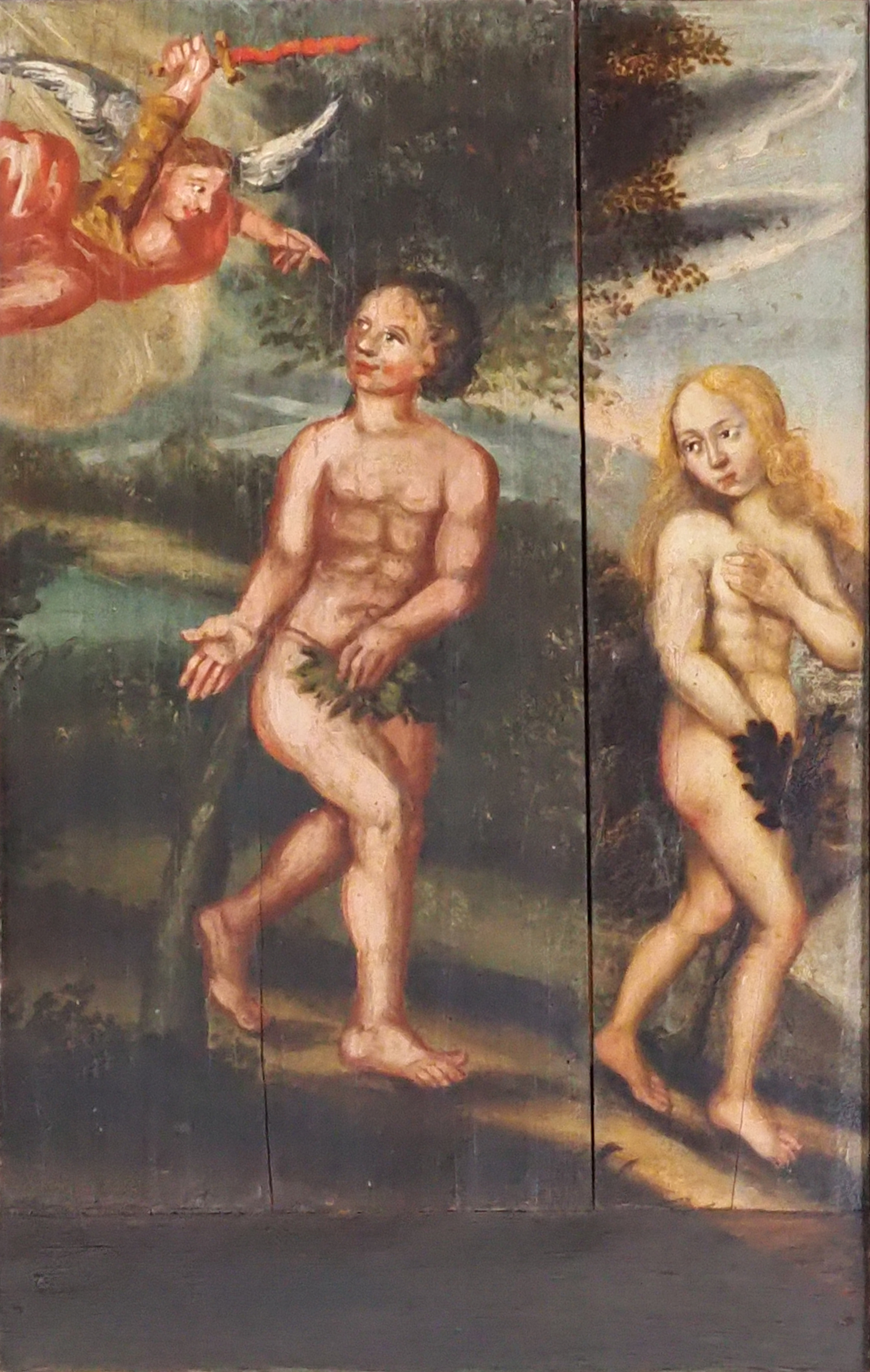
Emporenbild

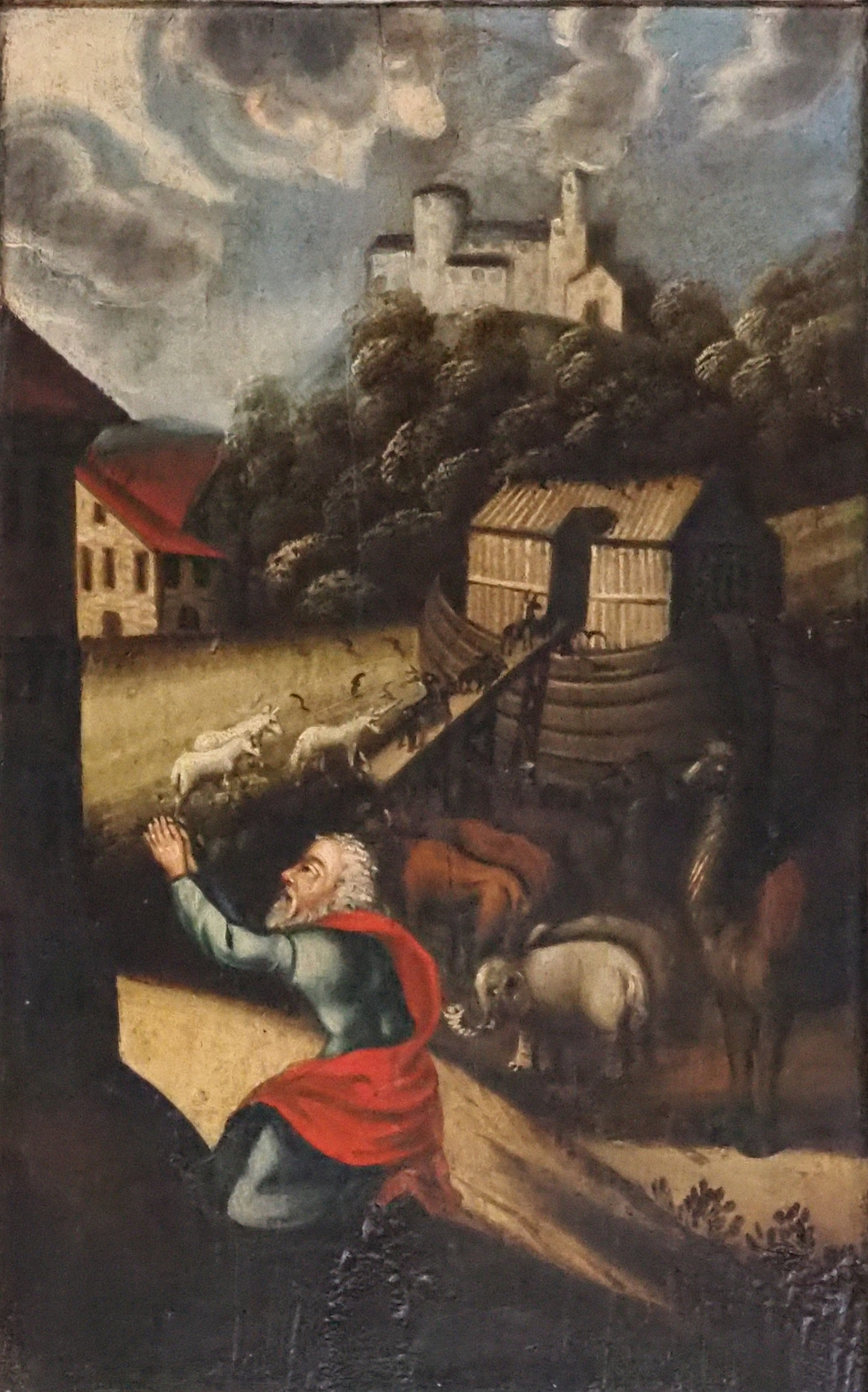
Emporenbild

Wegen der großen Rundbogenfenster (nicht ursprünglich) macht das Kircheninnere einen lichten Eindruck. Der gesamte Raum wird von einer Kassettendecke abgeschlossen, die 1880 eingezogen wurde. An der Nord- und Westseite des Schiffs sind Emporen eingebaut.

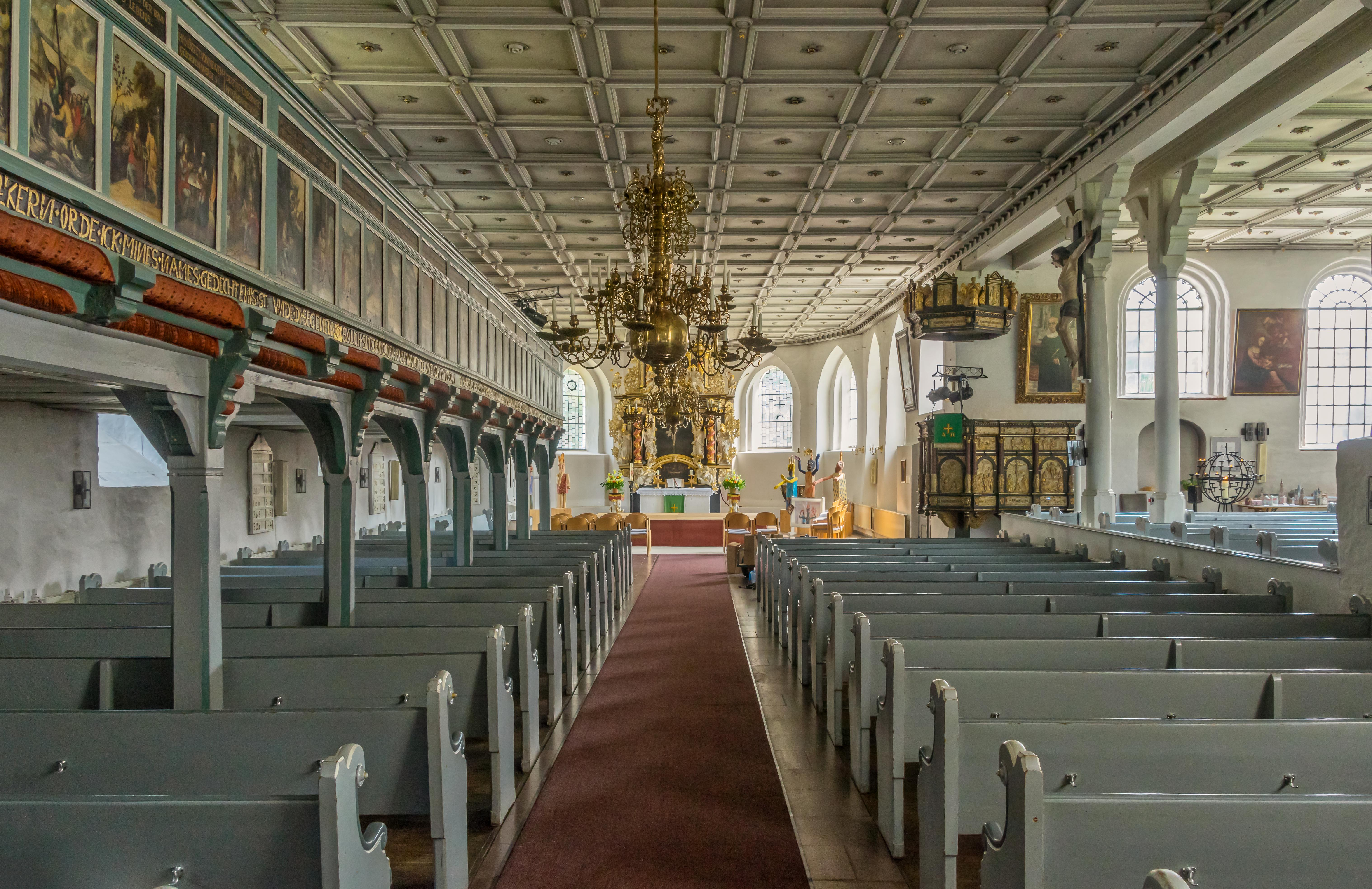
Inneres nach Osten
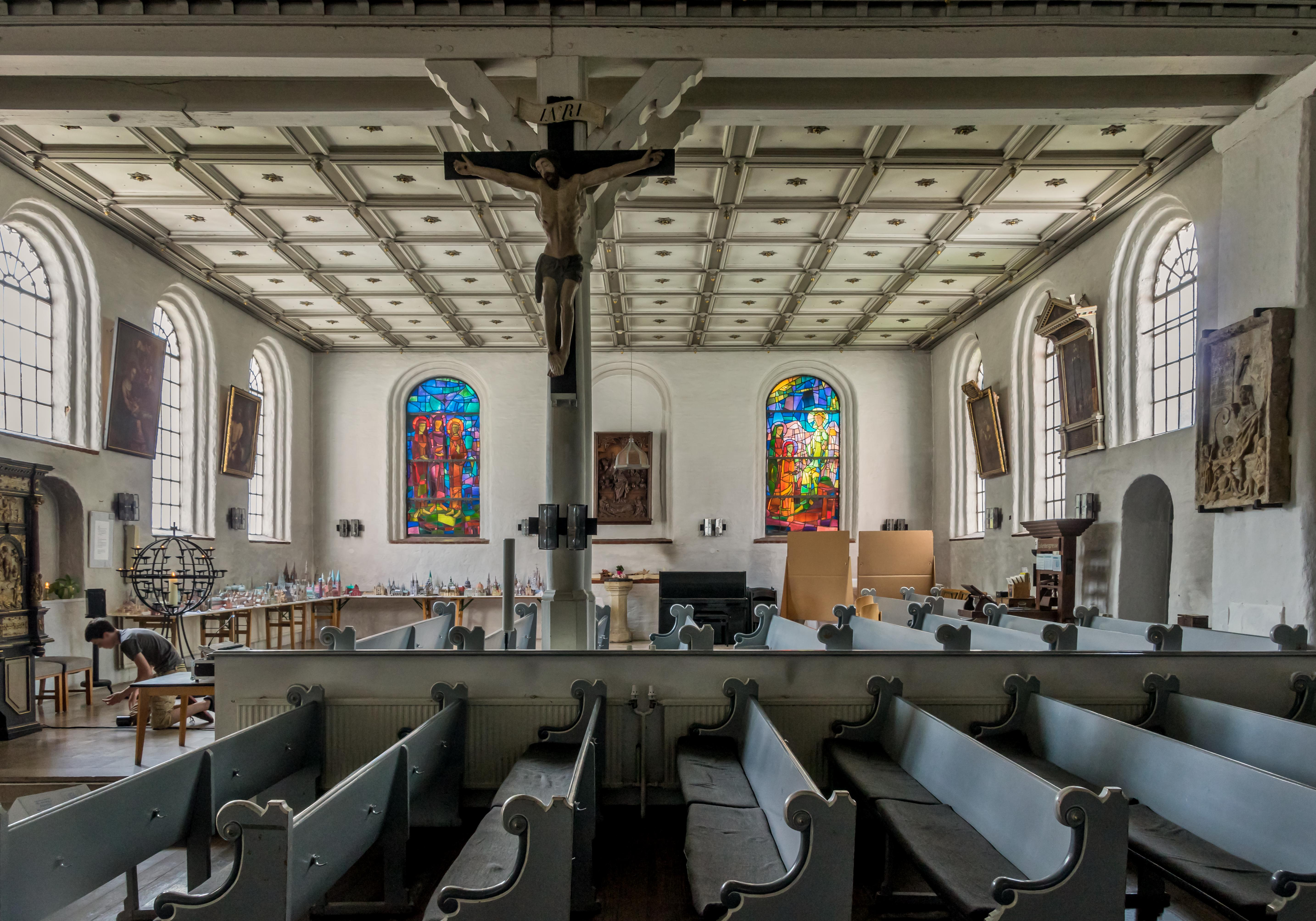
Inneres zum Südanbau
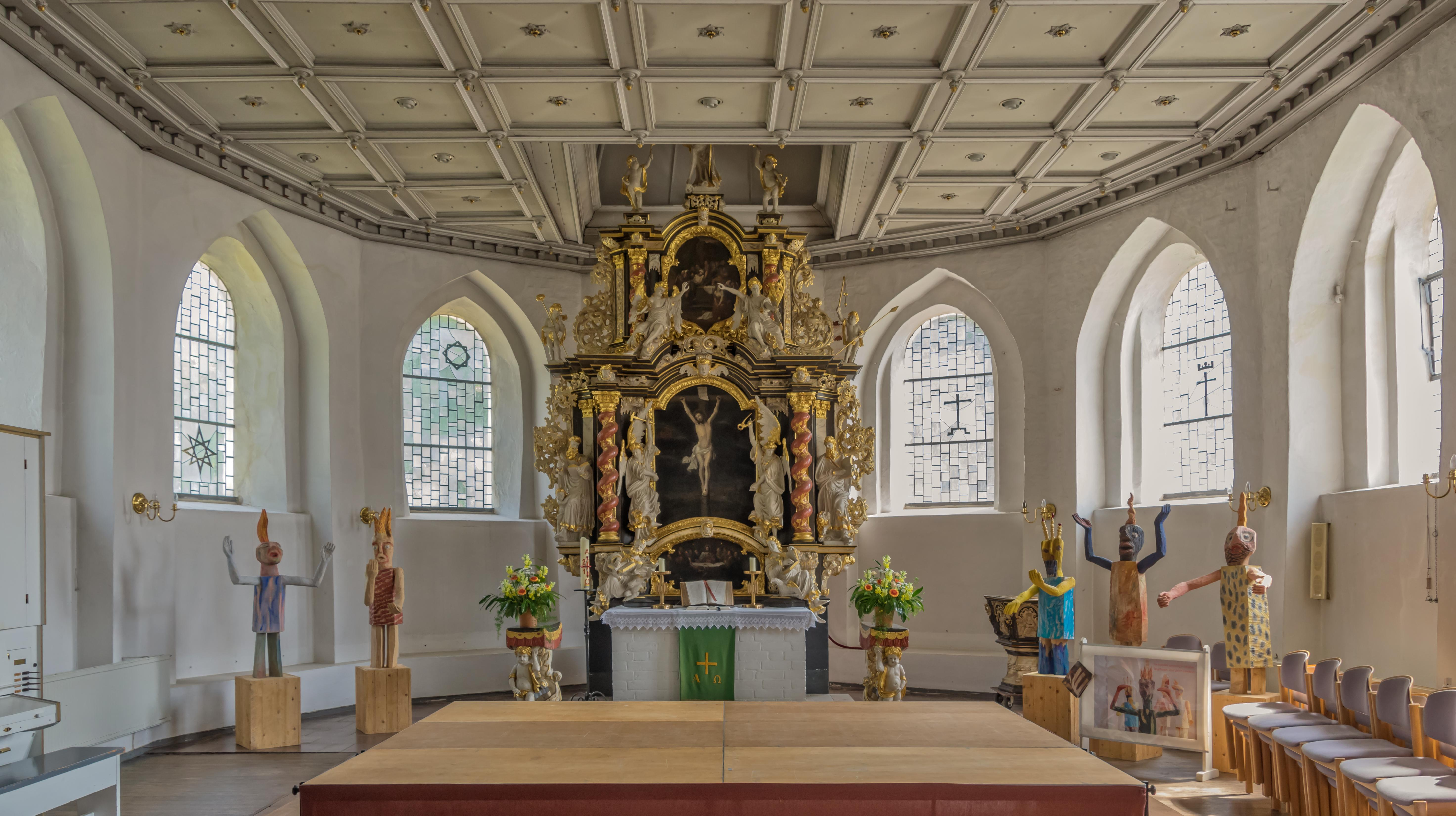
Chor mit Altar
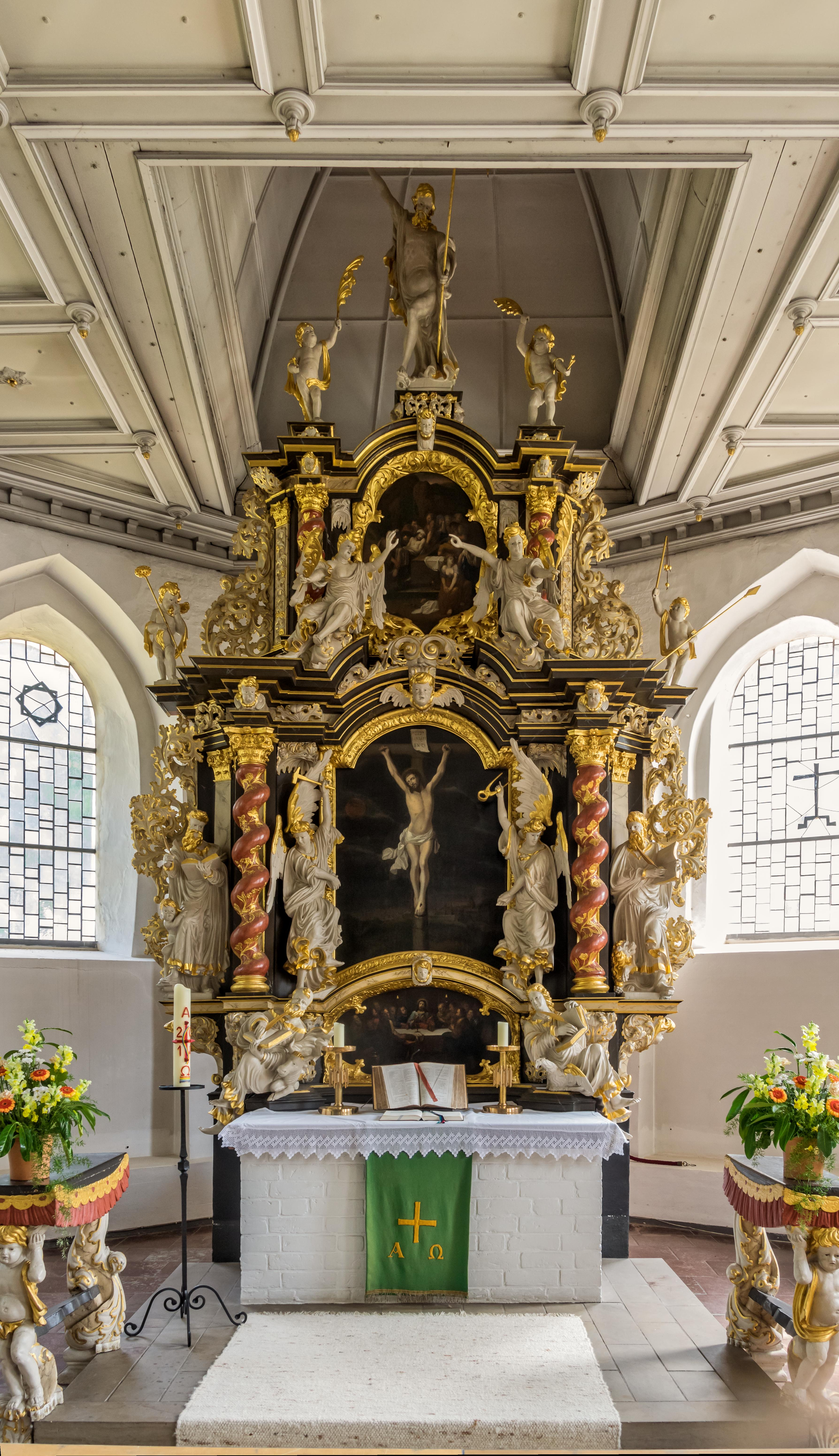
Altaraufbau von 1699

- Altaraufbau

Der zweigeschossige Altaraufbau von 1699 zeigt hochbarocke Formen. Erstellt wurde das Kunstwerk vom Hamburger Altarschnitzer Valentin Preuß, die Gemälde stammen von Johann Holte. Das Oberteil wird durch gedrehte Säulen gestützt. Figuren von Engeln und den vier Evangelisten sowie schräggestellte Pilaster und üppiges Akanthuswerk umrahmen das zentrale Gemälde, das eine Kreuzigungsszene darstellt. Zwei kleinere Gemälde zeigen die Grablegung Christi (oben) und das letzte Abendmahl (auf der Predella). Bekrönt wird das Kunstwerk durch die Figur des Auferstehenden.
- Schnitzaltar

Ein gotischer Schnitzaltar in Form eines Dreiflügelschreins befindet sich an der Südwand des Kirchenschiffs. Im Mittelfach wird die Beweinung Christi gezeigt, auf den quergeteilten Seitenflügeln sind Szenen mit Heiligen dargestellt. Zu sehen sind St. Georg, St. Andreas, Johannes der Täufer und ein Bischof bei der Armenpflege. Seine heutigen Gestalt ist wahrscheinlich das Ergebnis einer Zusammenstellung zweier mittelalterlicher Seitenaltäre aus der Vorgängerkirche. Erstellt wurden die Altäre um 1515 von unbekannten Meistern oberdeutscher und niederländischer Schulung.
- Auferstehungsrelief

Aus der gleichen hervorragenden Werkstatt wie der gotische Altar stammt ein ehemals in der St.-Jürgen-Kirche aufgestelltes Epitaph, das wahrscheinlich auf eine Stiftung des 1515 gestorbenen Martin Scherer zurückgeht. Das in Eichenholz geschnitzte Relief zeigt die Auferstehung Christi vor dem Hintergrund der Stadt Jerusalem, die Scherer 1496 als Pilger ins Heilige Land besucht hatte. Als Stifter ist er rechts unten kniend dargestellt. Das Relief steht heute in der Friedhofskapelle.
- Kanzel

Die hölzerne Kanzel ist ein Werk der Spätrenaissance. Sie stammt vom Ende des 16. Jahrhunderts und ist dem Eiderstedter Typ zuzuordnen. Der vierseitige Korb hat mit dem Zugang eine gemeinsame Brüstung. Diese ist durch Säulen in Felder unterteilt, auf denen Reliefs mit biblischen Szenen zu sehen sind. Dargestellt sind oben Petrus, Paulus und die Evangelisten, unten die eherne Schlange, die Verkündigung Marias, die Anbetung der Hirten und der Könige, eine Kreuzgruppe und die Auferstehung. Die Inschriften darunter sind in Niederdeutsch abgefasst.
Der sechseckige Schalldeckel weist neben architektonischem Dekor figürliche Reliefs auf, die Tugenden und Engel darstellen.

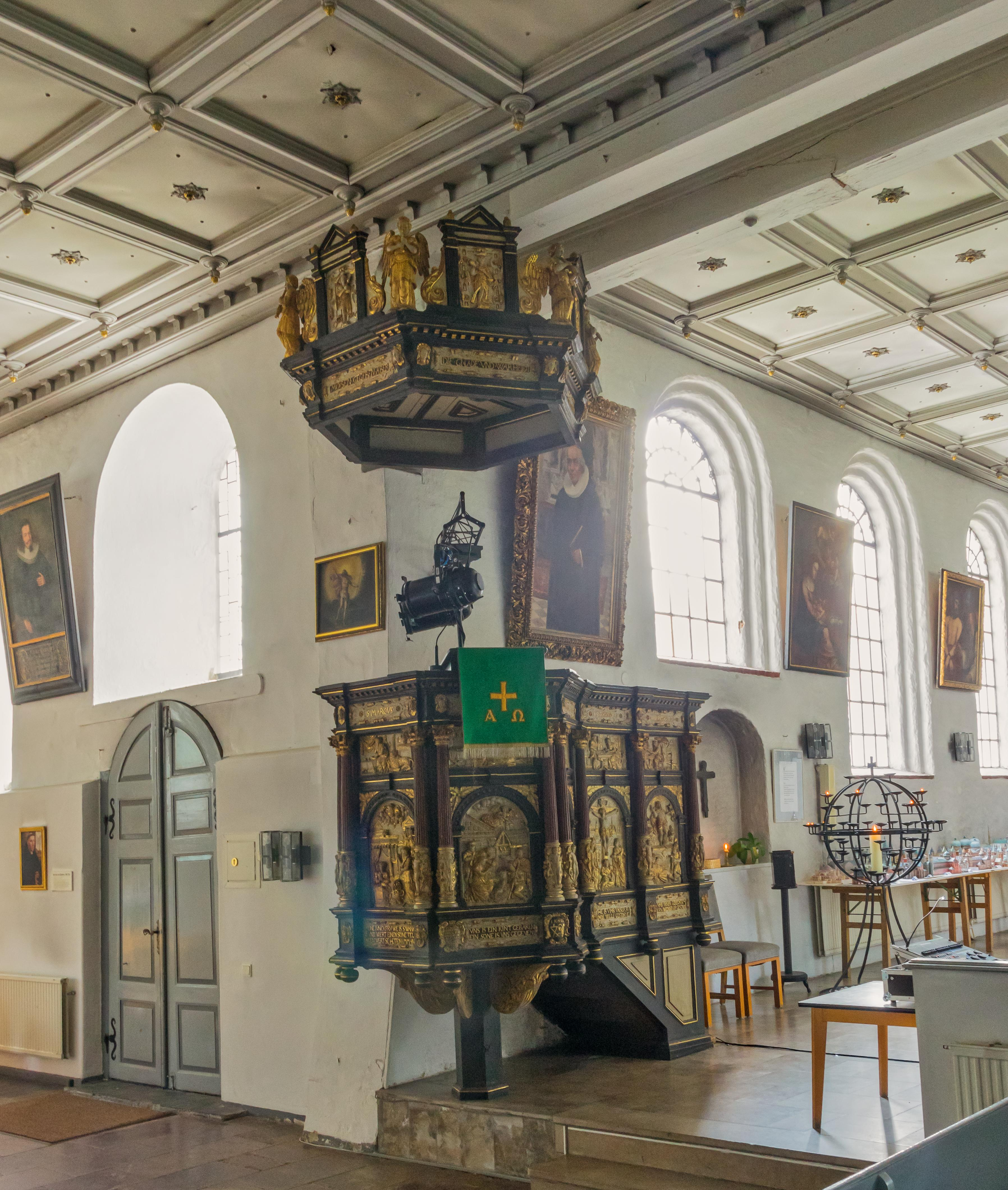
Kanzel Gesamtbild
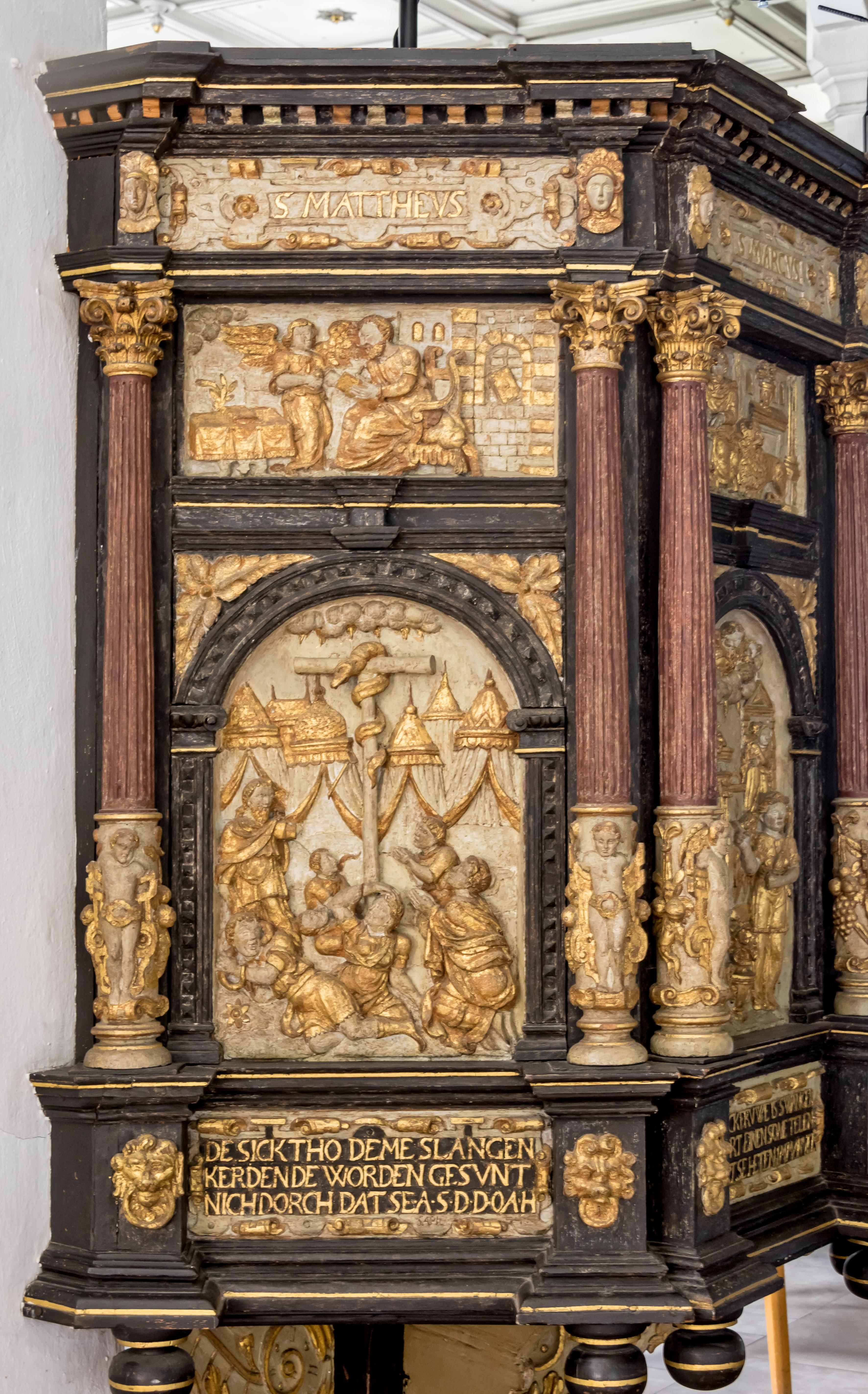
Relief: Eherne Schlange
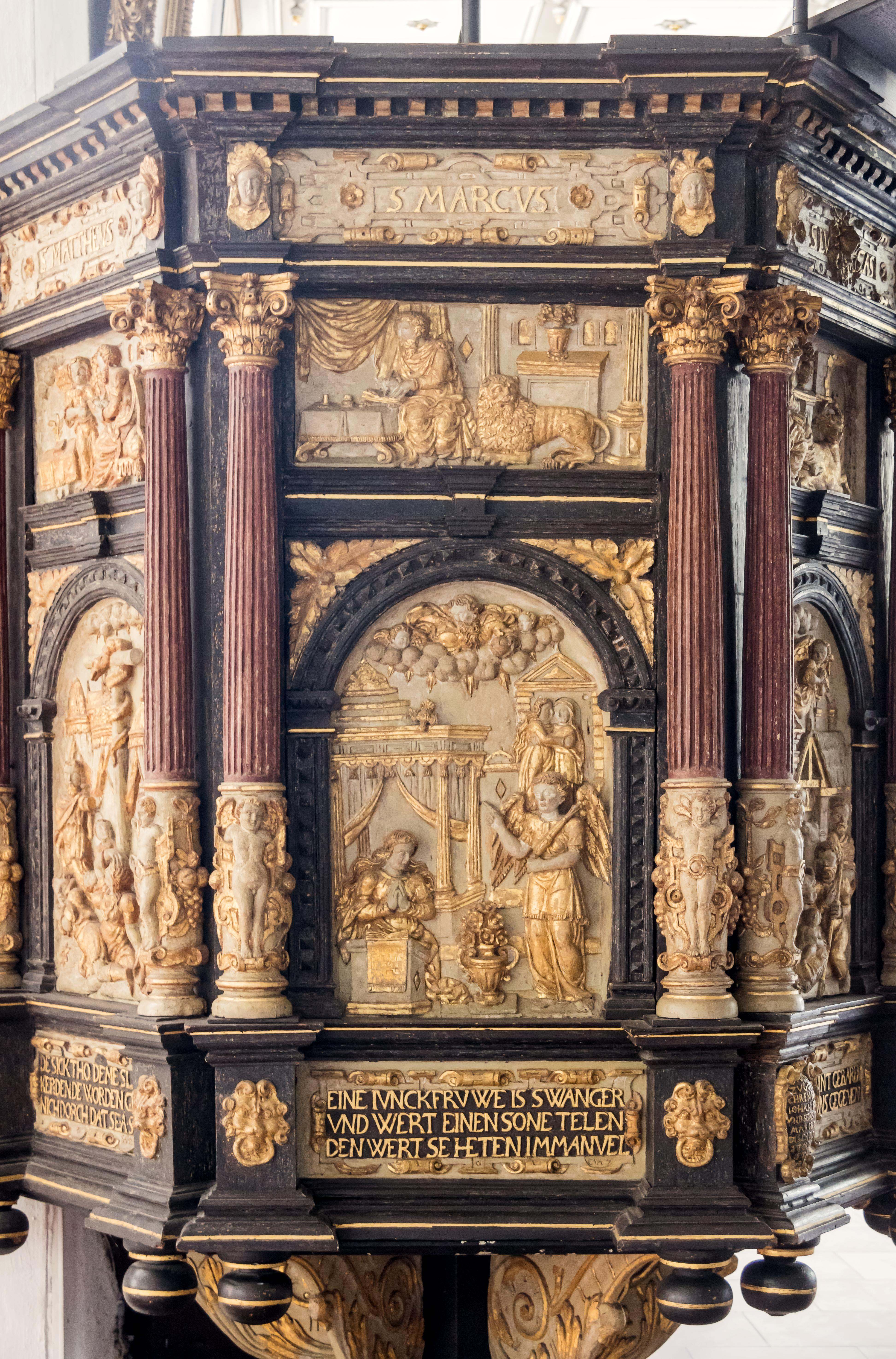
Relief: Mariä Verkündigung
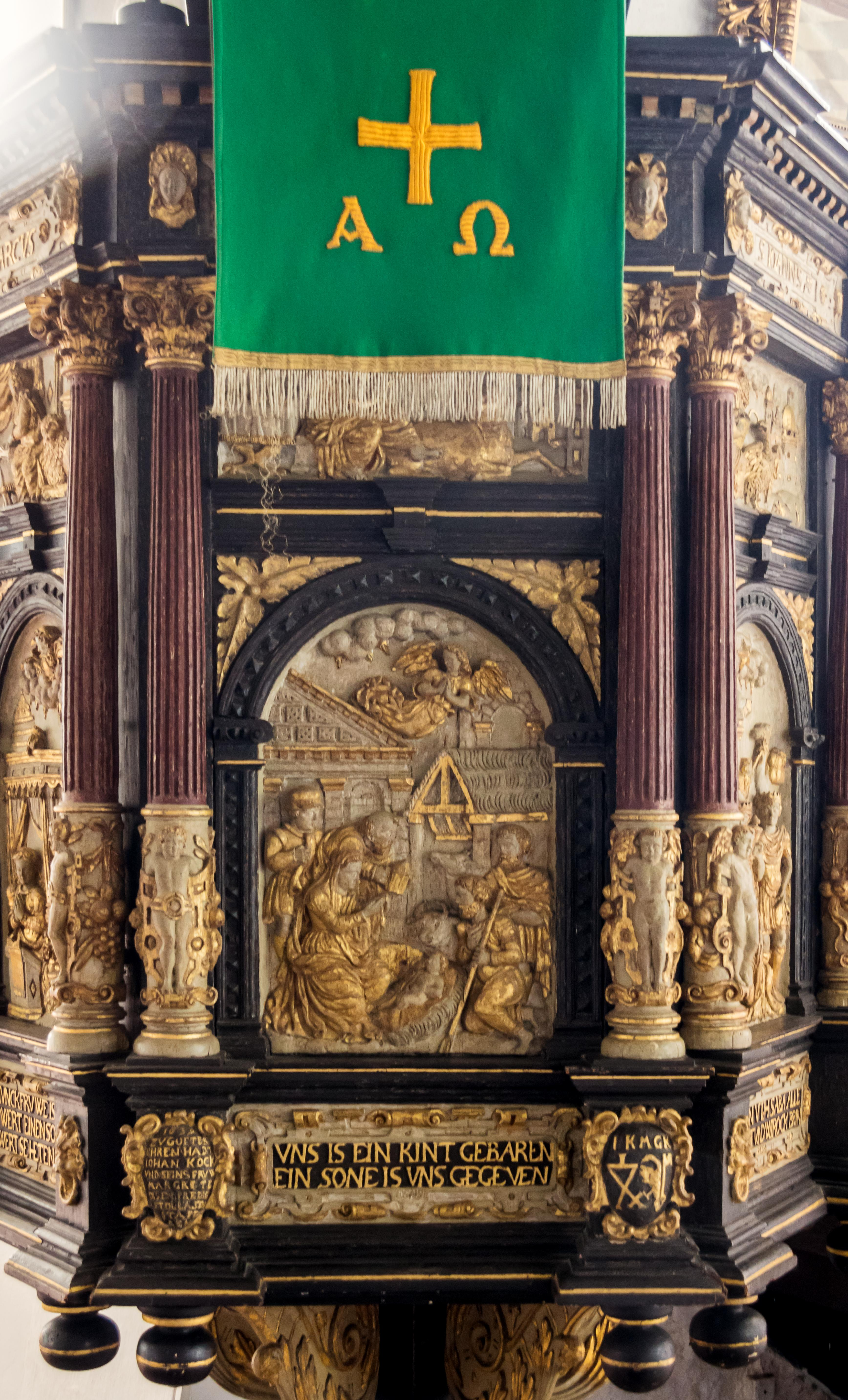
Relief: Anbetung der Hirten
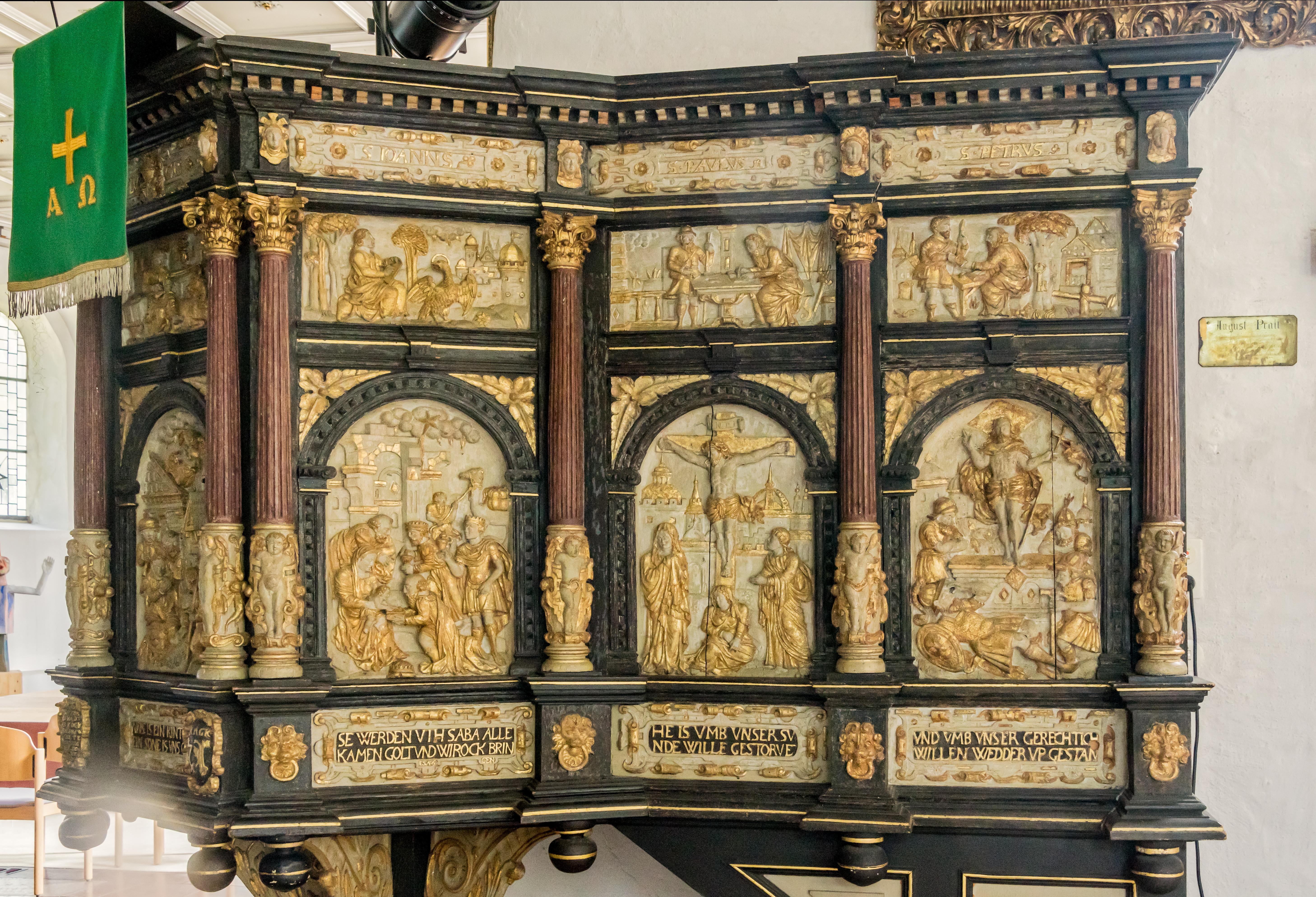
Brüstung von Korb und Zugang Reliefs: Anbetung der Könige, Kreuzgruppe, Auferstehung

- Kruzifix

Ein fast zwei Meter hohes Kruzifix ist im Kirchenraum an einem Holzständer zwischen dem Schiff und dem Anbau angebracht. Es ist spätgotischen Ursprungs und stammt vom Ende des 15. Jahrhunderts.
- Taufbecken

Im Anbau steht eine Sandsteintaufe aus der Mitte des 15. Jahrhunderts mit achteckiger, pokalähnlicher Form. Die Kuppa erinnert an ein Kapitell.
Ein weiteres Taufbecken befindet sich im Altarraum. Diese wurde 1640/41 von Jürgen Heidtmann dem Jüngeren aus Eichenholz geschnitzt. Sie ist im Grundaufbau sechseckig mit konischer Kuppa. Reliefs in den Feldern der Kuppa zeigen die Taufe Christi, den Salvator und die vier Evangelisten.
- Kronleuchter

Über dem Mittelgang des Kirchenschiffs hängen zwei Messingkronleuchter aus dem 17. Jahrhundert. Sie sind reich verziert und mit einer Figur bekrönt. Die Schalen unter den Kerzen sind als Jakobsmuscheln  gestaltet.
- Nordempore

Die Nordempore wurde im 17. Jahrhundert eingebaut. Sie ruht auf Holzstützen, über die sie ein wenig vorkragt. Der Überstand ist durch Konsolen gestützt, zwischen denen waagerecht zwei Reihen Taubandschwellen angebracht sind. Auf der Brüstung findet sich Emporenmalerei. Insgesamt 43 Ölbilder (auf Holz) von verschiedenen Malern zeigen  Szenen aus dem Alten und dem Neuen Testament. Bis auf zwei Bilder folgen alle Tafeln, wie bei den Emporenzyklen in Steinbergkirche und Tettenbüll, den Stichen aus der Merianbibel
- Glocken

Die ältere Glocke wurde 1540 von H. Prilop gegossen und trägt eine Umschrift und Laubwerksfriese. Sie besteht aus Bronze ist 86 cm hoch.
Die neuere Glocke wurde 1764 von J. D. Kriesche gegossen und trägt ebenfalls einen Umschrift. Sie besteht aus Bronze und hat einen Durchmesser von 58 cm.

## Grabsteine an der Kirche

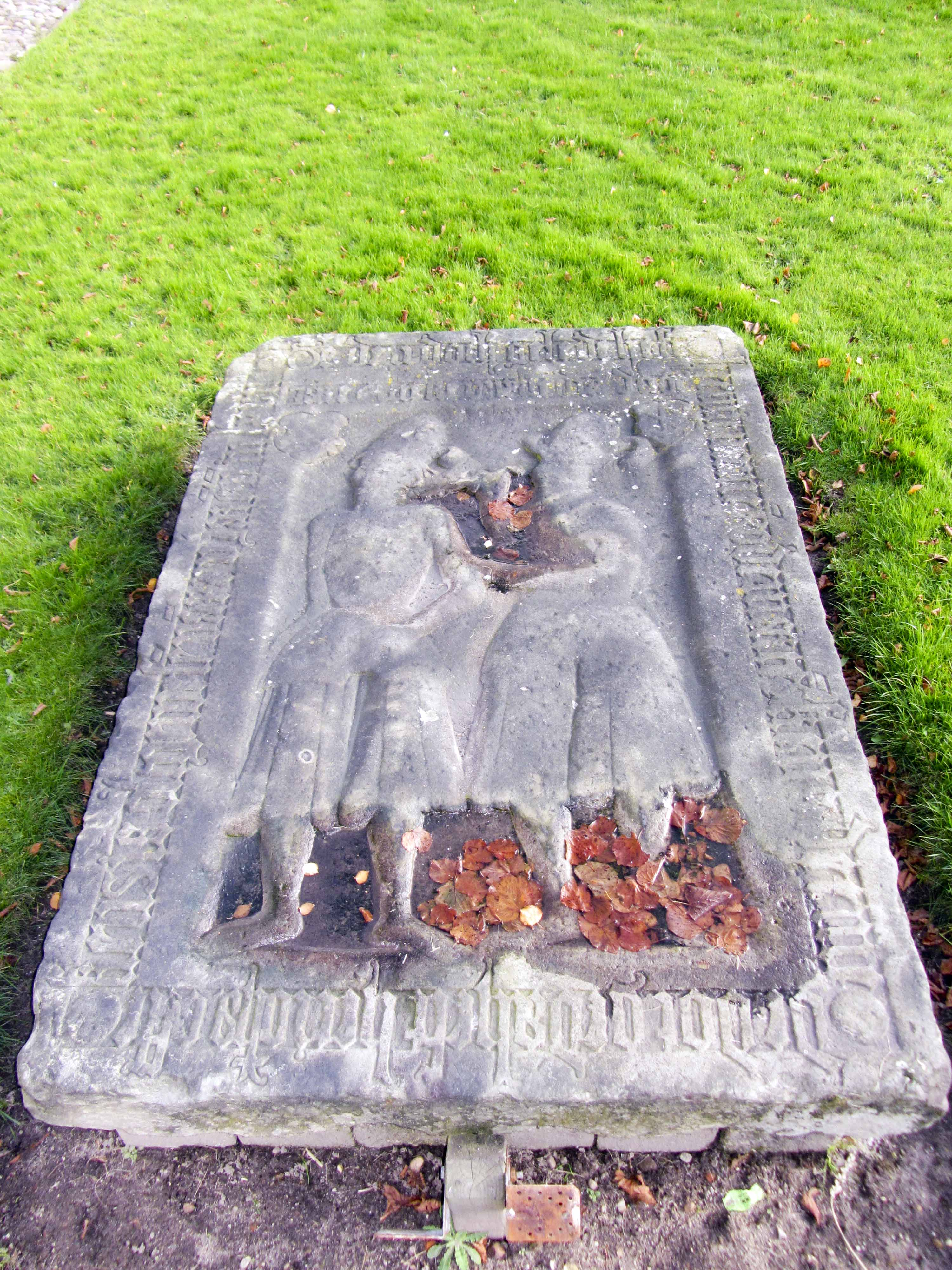
Sühnestein von 1567

Vor der Kirche befinden sich eine Reihe alter Grabsteine, von denen der sog. Sühnestein von 1567 der älteste und bedeutendste ist. Es handelt sich um eine Sandsteinplatte mit den Maßen 2,10 m × 1,42 m, auf der ein 1567 erfolgter Totschlag dargestellt ist. Einer von zwei bärtigen Männern mit Hut, Wams und knielangen, weiten Hosen stößt dem anderen einen Dolch in den Hals. Die Inschrift lautet: „De den Doth geleden heft, het mit Namen Rode Martens Frens, de eme den Doth gedan heft, het Johs. Offen Frens, is olt gewesen – 25 Jar – im LXVII Jare.“ Mörder wie Opfer stammten aus den angesehensten Dithmarscher Geschlechtern. Rode Marten, ein Wollersmanne, der Vater des Ermordeten, dessen Wappen auch auf dem Stein zu sehen ist, gehörte zu den Geiseln, die Dithmarschen nach der Niederlage gegen den dänischen König 1559 stellen musste. Johann Offen, der Vater des Mörders, war Kirchspielvogt in Hennstedt.